# Walerian Śliwiński
Walerian Śliwiński (ur. 15 grudnia 1897 w Tiumeni, zm. 17 sierpnia 1941 w KL Auschwitz) – sierżant Wojska Polskiego, starszy przodownik służby śledczej Policji Państwowej.

## Życiorys
Urodził się 15 grudnia 1897 w Tiumeni, w ówczesnej guberni tobolskiej, w rodzinie Marcela i Melanii z Martinów.
Od 15 marca 1916 do 11 listopada 1918 był członkiem Polskiej Organizacji Wojskowej, a od 12 listopada 1918 do 13 lutego 1922 służył ochotniczo w Wojsku Polskim. Ukończył jedną klasę szkoły rzemieślniczej, wieczorowej w Warszawie i Szkołę Szeregowych PP w Mostach Wielkich. Od 1 maja 1923 pełnił służbę w Urzędzie Śledczym m. st. Warszawy. 1 marca 1936 awansował na starszego przodownika. W 1937 był zastępcą kierownika III brygady. Jego dane osobowe zostały umieszczone na liście proskrypcyjnej rozesłanej 14 listopada 1939 do „wszystkich naczelników obwodowych, miejskich, powiatowych i rejonowych oddziałów NKWD BSRR”.
6 kwietnia 1941 razem z Ernestem Marki przybył do obozu koncentracyjnego Auschwitz, w którym zginął 17 sierpnia tego roku  .

## Ordery i odznaczenia
- Krzyż Niepodległości – 16 września 1931 „za pracę w dziele odzyskania niepodległości”[5],
- Krzyż Walecznych,
- Brązowy Krzyż Zasługi dwukrotnie,
- Medal Pamiątkowy za Wojnę 1918-1921 „Polska Swemu Obrońcy”,
- Medal Dziesięciolecia Odzyskanej Niepodległości[2].